# Aniat Oquendo
Aniat Oquendo Fonseca (4 de noviembre de 1996) es una deportista puertorriqueña que compite en taekwondo. Ganó una medalla de bronce en el Campeonato Panamericano de Taekwondo de 2014 en la categoría de –62 kg.

## Palmarés internacional
| Campeonato Panamericano | Campeonato Panamericano | Campeonato Panamericano | Campeonato Panamericano |
| Año                     | Lugar                   | Medalla                 | Categoría               |
| ----------------------- | ----------------------- | ----------------------- | ----------------------- |
| 2014                    | Aguascalientes (México) | Medalla de bronce       | –62 kg                  |